# Église de l'Ascension de Kučevo
Pour les articles homonymes, voir Église de l'Ascension.
L'église de l'Ascension de Kučevo (en serbe cyrillique : Црква Светог Вазнесења у Кучеву ; en serbe latin : Crkva Svetog Vaznesenja u Kučevu) est une église orthodoxe serbe située à Kučevo, dans le district de Braničevo en Serbie. Elle est inscrite sur la liste des monuments culturels protégés de la république de Serbie (identifiant no SK 613).

## Présentation
Située au centre de la localité, l'église a été construite entre 1903 et 1908 à l'emplacement d'une autre église construite en 1832 « par la volonté et avec l'aide » du prince Miloš Obrenović comme en témoigne une inscription au-dessus des « portes royales » de la vieille iconostase. Elle a été bâtie selon un projet de l'architecte Dušan Živanović dans le style de Hansen. 
L'édifice s'inscrit dans une croix grecque et est surmonté d'un dôme. L'espace intérieur est constitué d'un chœur à l'est, d'une nef avec des deux chapelles latérales rectangulaires et d'un petit narthex à l'ouest. L'influence de l'école de Hansen est visible dans la décoration des façades avec des fenêtres en forme de lancettes en marbre blanc tantôt géminées tantôt regroupées par quatre, dans la façade occidentale qui est dotée d'un portail avec un auvent surmonté d'une rosace et dans l'importance donnée au dôme.
Les fresques et l'iconostase de l'église sont de date récente. En revanche, l'église abrite quelques belles icônes mobiles, des livres et des objets liturgiques ainsi qu'un intéressant mobilier d'église. Un ensemble particulièrement précieux d'icônes provient de l'iconostase de 1832 ; en 2010, ces icônes ont été transférées dans la maison paroissiale après leur restauration ; certaines d'entre elles sont attribuées à Živko Pavlović.
Sur le parvis de l'église se trouvent quelques tombales et un monument en marbre gris en forme d'obélisque érigé en l'honneur des combattants des guerres de libération de 1912-1920.